# Castelo de Madroñíz
O Castelo de Madroñíz localiza-se vizinho à localidade de El Viso, ao norte da província de Córdoba, na Espanha.
Ergue-se em posição dominante sobre um monte às margens do rio Zújar, entre as localidades de El Viso, Belalcázar e Santa Eufemia, próximo ainda às províncias de Badajoz e de Ciudad Real.

## História
Foi primitivamente erguido pelos muçulmanos à época da Reconquista cristã da Península Ibérica, entre o século XI e o século XII, para defesa de uma antiga povoação, no único caminho que conduzia até Toledo. Integrou, nessa qualidade, a rede defensiva do norte da província de Córdoba e das comunidades limítrofes.
Após a época da Reconquista, foi utilizado mais com fins residenciais do que bélicos, estando ligado ao nome de personalidades famosas como Pay Arias de Castro e Martín Fernández de Córdoba, da Casa de Aguilar, que lutou durante muito tempo para devolver a vida a suas despovoadas possessões, através da concessão de importantes vantagens a seus vassalos.
Posteriormente passou às mãos de Gonzalo Mejías, sétimo senhor do termo vizinho de Santa Eufemia, ao qual esteve sempre muito vinculado. Mejías desposou uma herdeira do marquesado de La Guardia, o que veio a unir ambas as possessões. Por séculos, o marquesado de La guardia encarregou-se da manutenção do castelo, tendo inclusive chegado a um acordo com o Ayuntamiento de Cabeza del Buey para que os terrenos circundantes do castelo passassem a pertencer a Córdoba e não a Badajoz.
O seu penúltimo proprietário, o marqués Carlos Montijano Carbonell, promoveu uma importante campanha de restauração no recinto fortificado. Algumas partes da fortificação foram então adaptadas para ser ocasionalmente habitadas, sendo alugadas a turistas e a caçadores.
Em 1985, o castelo e sua a área envolvente, com 2.440 hectares, 52 dos quais se encontram em Cabeza del Buey (Badajoz), foram adquiridas pela família Fraga. Actualmente a propriedade encontra-se fechada, pelo que se receia que o seu estado de deterioração se acentue.
O castelo encontra-se protegido sob a declaração genérica do Decreto de 22 de abril de 1949, e da Lei 16/1985 sobre o Património Histórico Espanhol. No ano de 1993 a Junta de Andalucía outorgou reconhecimento especial aos castelos da Comunidad Autónoma de Andalucía.

## Características
Ao entrar no recinto pode-se observar uma torre, actualmente vazia, e um torreão, ambos cilíndricos. No primeiro pátio abrem-se várias portas de madeira que conduzem às antigas cavalariças, actualmente requalificadas em uma sala de refeições que recria um ambiente medieval. O teto desta ampla sala é abobadado e recoberto de pedra. No segundo pátio abre-se a cisterna. A torre de menagem está dividida em vários pavimentos.
O interior do castelo foi decorado e disposto para a sua habitabilidade. Em uma das salas do primeiro pavimento há um mirador com uma coluna e um assento de pedra. Nas paredes e teto do salão conservam-se quatro escudos de armas dos Senhores de Santa Eufemia, e um dintel decorado com vegetação estilizada, de influência toledana.